# Rhododactyla micra
Rhododactyla micra là một loài bướm đêm trong họ Noctuidae.